# Chlorure d'isopropylmagnésium
Le chlorure d'isopropylmagnésium est un composé chimique de formule (CH3)2CHMgCl. Cet halogénure organomagnésien isomère du chlorure de propylmagnésium est un réactif de Grignard dérivé du propane et l'analogue chloré du bromure d'isopropylmagnésium. Disponible commercialement en solution dans le THF ou l'éther diéthylique, il est utilisé en synthèse organique pour introduire des groupes isopropyle ou produire des dérivés isopropyliques.